# Nasim Sidi Sa’id
Nasim Sidi Sa’id (arab. نسيم سيدي سعيد, Nasīm Sīdī Saʿīd; ur. 14 grudnia 1972 roku w Tizi Wuzzu) – algierski kierowca wyścigowy.

## Kariera
Nasim Sidi Sa’id rozpoczął karierę w międzynarodowych wyścigach samochodowych w 1995 roku od startów w dwunastu wyścigach sezonu Francuskiej Formule Renault, gdzie jednak nie zdobywał punktów. W kolejnych dwóch sezonach wystąpił w kolejnych siedmiu wyścigach, w których plasował się poza czołową dziesiątką. W późniejszych latach Włoch pojawiał się także w stawce Francuskiej Formuły 3, Hiszpańskiej Formuły 3, Włoskiej Formuły 3, Hiszpańskiej Formuły 3, Austriackiej Formuły 3, Niemieckiej Formuły 3 oraz Włoskiej Formuły 3000.